# Aglyptodactylus madagascariensis
Aglyptodactylus madagascariensis es una especie de rana, de la familia Mantellidae, endémica de Madagascar.
Sus hábitats naturales son los bosques bajos tropicales y subtropicales, bosques de montaña tropicales y subtropicales, zonas pantanosas de agua dulce, marismas intermitentes de agua dulce, plantaciones, y bosques secundarios altamente degradados.
Se encuentra amenazada por la perdida de hábitat.